# Marius Nasta

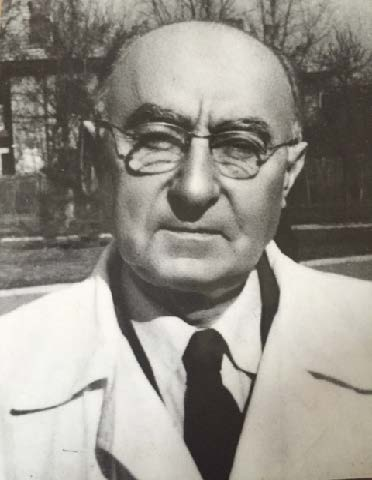
Marius Nasta (1959)

Marius Nasta (* 4. Dezember 1890 in Bukarest; † 6. April 1965 ebenda) war ein rumänischer Arzt und Wissenschaftler, der für seine Forschungen auf dem Gebiet der Tuberkulose bekannt ist. Er war Mitglied in der rumänischen Akademie und Präsident der Union der Gesellschaft der medizinischen Wissenschaften.

## Leben

### Kindheit
Marius Nasta wurde im Dezember 1890 als drittes von vier Kindern geboren. Sein Vater, Alexandru Nasta, Autobahningenieur, war Angehöriger der Aromunen und seine Mutter, Irina Nasta (geb. Constantinidis) stammt aus einer griechischen Familie, die Sprachwissenschaftler, Schriftsteller und Diplomaten waren. Nach dem frühen Tod seines Vaters 1895 kamen auf die Familie harte Zeiten zu und Irina war gezwungen, Klavierunterricht zu geben, damit sie Geld für die Familie einnahm und ihre Kinder lehren konnte. Die strenge Erziehung seiner Mutter, ihre Bescheidenheit und harte Arbeit prägten ihn das ganze Leben. Nachdem er eine Grundschule von 1896 bis 1900 besuchte, trat er dem Gheorghe Lazăr Gymnasium in Bukarest bei, das er 1908 abschloss. Im selben Jahr schrieb er sich als Medizinstudent an der Medizinischen und Pharmazeutischen Universität Carol Davila ein.

### Studium
An der Medizinischen Fakultät wurde er von Ioan Cantacuzino, Arut und Bakteriologe (1863–1934), unterrichtet. Cantacuzino hatte großen Einfluss auf Nastas frühe berufliche Karriere und sein persönliches Leben. Cantacuzino kombinierte eine herausragende Lehre mit einer Leidenschaft für strenge wissenschaftliche Forschungen, große klinische Erfahrungen und breiteren Interessen, einschließlich Barockmusik französischer Komponisten. Inspiriert durch den russischen Zoologen und Immunologen Ilja Iljitsch Metschnikow, erforschten die Kurse unter Cantacuzino neue Bereiche der experimentellen Medizin und boten den Schülern, unter anderem Nasta, ab 1901 die Möglichkeit, wissenschaftliche Spitzenforschung, wie Pathologie und Bakteriologie, durchzuführen. Bereits 1904 folgte das Labor zum Antistreptolysin O und 1906 ein Labor zur Dysenterie sowie andere Labore zur Entwicklung anderer Impfstoffe zur Bekämpfung von Krankheiten wie Cholera oder Typhus.
Durch die Integration der von Cantacuzino geführten Teams schloss sich Nasta einer Gruppe an, die in der rumänischen Wissenschafts- und Medizinwelt ein bis heute wirkendes Zeichen hinterlassen hat. Zu den früheren Mitgliedern zählten unter anderem: Alexandru Slatineanu, Bakteriologist (1873–1939), Stefan Irimescu, Arzt (1871–1956), und Mihai Ciuca, Bakteriologist und Parasitologe (1883–1969).

### Frühe Karriere
Während seines medizinischen Studiums arbeitete Nasta zwischen 1911 und 1913 als Arzt im Krankenhaus Eforia Spitalelor Civile und zwischen 1913 und 1918 als medizinischer Praktikant im Krankenhaus Brâncoveanu. Sein Praktikum wurde durch den Zweiten Balkankrieg unterbrochen. Nach dem Absolvieren der Medizinischen Fakultät 1918 studierte er bis 1920 am Institut Pasteur. Nach seiner Rückkehr aus dem Krieg 1921 nahm er eine Stelle als Assistenzforscher am Institut für Serum und Impfstoffe an. Das Institut wurde im gleichen Jahr in den Namen Cantacuzino Institut umbenannt. Er kombinierte wissenschaftliche Forschungen auf Gebieten wie Mikrobiologie, experimentelle Pathologie, Epidemiologie und Hygiene mit der Herstellung von Impfstoffen zum Schutz vor einer Vielzahl von menschlichen Krankheiten, wie einer Darminfektion, Polio, Diphtherie, Tetanus, Typhus und Malaria. Im Jahre 1936 wurde Nasta zum Leiter der Tuberkulose-Abteilung des Instituts ernannt. Im selben Jahr verbrachte Nasta einige Monate in Paris, um dort am Laënnec-Hospital und im Labor von Albert Calmette zu arbeiten. Im Jahre 1927 erlaubte ihm ein Stipendium der Rockefeller-Stiftung in die Vereinigten Staaten zu reisen und dort mehrere Behandlungszentren, wie das Zentrum des Sarranc-Sees zur Behandlung von Tuberkulose, zu besuchen. Zwischen den Jahren 1928 und 1934 forschte Nasta am Institut weiter und praktizierte als Arzt am Casa Asigurarilor Sociale, einem Institut, das sich auf Lungenkrankheiten spezialisiert hat.

### Akademische Karriere
Die akademische Karriere von Nasta startete im Jahre 1927, als er als Lehrbeauftragter von Cantacuzino an der Medizinischen Fakultät berufen wurde. Im Jahre 1930 wurde er zum Lehrstuhl für Phthisiology, die Behandlung und Pflege einer durch Tuberkulose infizierten Lunge, ernannt. Nasta wurde 1946 zum Professor der Fakultät ernannt.
Nasta unterrichtete in Rumänien, aber auch international. Er war mehrmals Redner bei Treffen von Tuberkulose-Forschern, die von der Organisation gegen Tuberkulose und Lungenkrankheiten in West- und Osteuropa finanziert und organisiert wurden. In den 1950ern war er mehrmals Redner bei Vorträgen an Universitäten in der Volksrepublik China.

### Forschungen
Die Forschungen, die entweder von Nasta alleine oder in Gruppen durchgeführt worden sind, deckten die wichtigsten Bereiche der Phthisiologie (Phthisiologie = Tuberkuloseforschung), Bakteriologie, Immunologie und die Pathophysiologie der Atemwegserkrankungen. Im Bereich der Tuberkulose konzentrierten sich seine Forschungen auf die Immunologie der Erkrankungen, wie Mycobacterium tuberculosis, und die Entwicklung neuer Impfstoffe, darunter Bacillus Calmette-Guérin (BCG). Ebenfalls gingen seine Forschungen in die Richtung der Erkennung, Chemotherapie und Pathologie der pulmonalen Tuberkulose. Die Forschungen von Nasta zur experimentellen Chemoprophylaxe und Immunprophylaxe von Tuberkulose waren schlagkräftig. Das ermöglichte die Einführung von spezifischen und praktischen Methoden zur Prävention der Krankheit in ganz Rumänien. Er forschte auch im Bereich Bronchitis in verschiedenen Lebens- und Arbeitsumgebungen der Bevölkerung und bildete eine Verbindung von Krankheiten in den Gebieten.

### Militärdienst
Marius Nasta war im Balkankrieg von 1913, im Ersten Weltkrieg 1916 und an der Nachkriegszeit 1919 und im Zweiten Weltkrieg als Soldat an den Kampfhandlungen beteiligt. Am Ende des Balkankrieges im Sommer 1913 starben Tausende von rumänischen Kombattanten aufgrund einer plötzlich zuvor ausbrechenden Choleraepidemie. Der aus Rumänien stammende Arzt Victor Babeș und Cantacuzino wurden von der rumänischen Regierung beauftragt, sofortige Maßnahmen zu ergreifen, um die Ausbreitung der Choleraepidemie auf die restlichen rumänischen Truppen zu verhindern. Cantacuzino und seine Angestellten Constantin Ionescu-Mihăești (1883–1962), Mihai Ciucă (1883–1969) und Alexandru Slătineanu (1873–1939) waren maßgeblich daran beteiligt, zivile Krankenhäuser und Lazarette aufzubauen, die zur Behandlung der Patienten und des gesamten IV. rumänischen Armeekorps. Nasta diente als erster Sergeant als Arzt im Pesthaus in Zimnicea. Mit seinen jungen Angestellten rettete er vielen Patienten das Leben und deshalb bekamen er und seine Kollegen mehrere militärische Orden und Medaillen.
Während des Ersten Weltkrieges wurde das Labor von Cantacuzino in eine Kaserne für die rumänische Armee umgewandelt. Cantacuzinos Mitarbeiter, darunter Nasta, entwickelten Impfstoffe für Cholera, Typhus und Tuberkulose, die an die rumänische Armee, die russische Armee und die Armeen der Alliierten verteilt worden sind.
In der unmittelbaren Nachkriegszeit des Ersten Weltkrieges wurde Cantacuzino, der jetzt Chef des Rumänischen Roten Kreuz ist, von der französischen Regierung beauftragt, Mitglieder der rumänischen Armeeeinheit zu retten, die in Apulien gestellt worden sind und von Cholera infiziert sind, zu retten. Von der Armeeeinheit sind schon 600 ihrer Mitglieder gestorben. Cantacuzino entsandte Nasta und andere Kollegen in die italienische Region, um die Armeeeinheit zu retten. Die Intervention verlief erfolgreich und Nasta erhielt ebenfalls Auszeichnungen, darunter die Ehrenlegion.
Während des Zweiten Weltkrieges wurde Nasta zwischen 1941 und 1944 als Major in der rumänischen Armee als medizinischer Helfer eingeschrieben. In Bukarest half er der Bevölkerung im Erste-Hilfe-Team bei den Luftangriffen der Nationalsozialisten.

### Verfolgung durch das kommunistische Regime und Tod
Angesichts des Erfolgs des nationalen Programms zur Bekämpfung von Tuberkulose war das kommunistische Regime bemüht, die Tuberkuloseforschung Nastas auch außerhalb Rumäniens zu präsentieren, und erlaubte ihm Vortragsreisen ins Ausland. Nasta war allerdings wenig folgsam: Entsetzt über den missbräuchlichen Einfluss der Regime auf die mendelsche Genetik kritisierte einige der einflussreichsten Wissenschaftler des Ostblocks, darunter Trofim Denissowitsch Lyssenko wegen dessen pseudowissenschaftlichen Ideen. Nasta geriet außerdem in Konflikt mit Voinea Marinescu, dem sowjetischen Gesundheitsminister, als er die Einführung neuer Methoden zum Tuberkulosenachweis anstelle von Reihenuntersuchungen mit veralteten Röntgengeräten forderte.
Obwohl Nasta zunächst durch das Regime unterstützt wurde, wurde er mit Argwohn betrachtet, da er im Gegensatz zu vielen Kollegen der kommunistischen Partei nicht beitrat. Ende der 1950er fühlte sich der stalinistische Machthaber Rumäniens zunehmend von den Führungsänderungen in der Sowjetunion und von möglichen internen Unruhen nach dem ungarischen Volksaufstand bedroht. Während einer Welle von Repressalien verdächtigte das rumänische Ministerium für Staatssicherheit 1958 auch Nasta der Spionage für den britischen Auslandsgeheimdienst (Secret Intelligence Service). 1959 wurden Nasta und seine Frau Lucia Bǎicoianu bei einem öffentlichen Schauprozess bloßgestellt. Ihnen wurde zur Last gelegt, „abscheuliche Bemerkungen gegen das volksdemokratische Regime und gegen den Sozialismus zu machen, imperialistische Radiosender zu hören und Gerüchte und Beleidigungen gegen die Außenpolitik der Sowjetunion zu verbreiten“. Nasta musste seine Forschungstätigkeit beenden. 1963 erkrankte er an Krebs und starb im April 1965 in Bukarest.

### Nachwirken und Vermächtnis

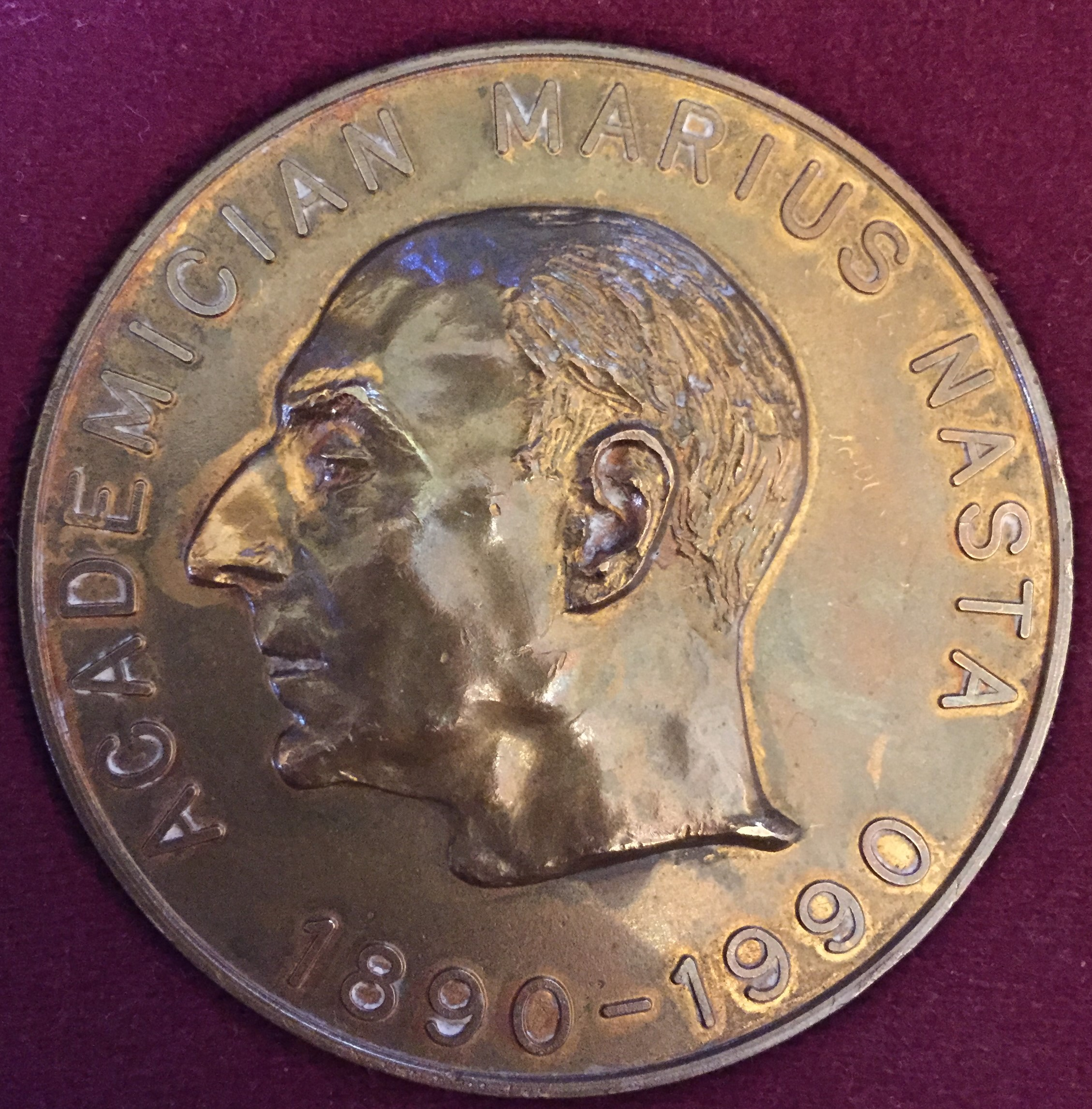
Eine Gedenkmedaille, ausgestellt zur Hundertjahrfeier seines Geburtstags

In Nastas Todesjahr 1965 gehörte die rumänische Tuberkuloseforschung zu den angesehensten weltweit. Im Zentrum stand Nastas Institut, das Institutul de Pneumologie Marius Nasta. Über Jahrzehnte wurden dort tausende Ärzte ausgebildet, die dann in großen Krankenhäusern des Landes arbeiteten, darunter Cluj-Napoca, Iași, Târgu Mureș oder Timișoara.
Ein weiterer wichtiger Beitrag von Nasta war die Gründung der Phthisiologie-Sektion der Gesellschaft der Medizinischen Wissenschaften im Jahre 1951, heute Rumänische Medizinische Gesellschaft.
Das Ende des Kommunismus 1989 in Rumänien ermöglichte es, Nasta als Begründer der modernen rumänischen Phthisiologie zu ehren. 1990 wurde anlässlich seines hundertsten Geburtstages das Bukarester Institut für Bronchialheilkunde in Marius Nasta Institut für Pneumologie umbenannt. Das Institut ist heute ein Krankenhaus, Lehr- und Forschungszentrum auf dem Gebiet der Lungenkrankheiten, zu dem auch die Pneumologieklinik der Medizinischen und Pharmazeutischen Universität Carol Davila gehört. Mitarbeiter am Institut sind unter anderem Constantin Anastasatu, Miron Bogdan und Stefan Rujinski.

## Auszeichnungen
Für seine Forschungen und militärischen Dienste erhielt Nasta zahlreiche Auszeichnungen, von denen die wichtigsten aufgeführt werden:
- Ordinul „Coroana României“ (rumänisch)
- Medalia pentru bărbăție și credință (deutsch Medaille für Mannhaftigkeit und Treue)
- Militär-Tapferkeitsmedaille
- Crucea „Meritul Sanitar“ (rumänisch)
- Ehrenlegion
- Emeritierungs-Medaille
- Laureat al Premiului de Stat (rumänisch)

## Veröffentlichungen
Die Forschungen von Nasta wurden in über 300 wissenschaftlichen Artikeln national und international veröffentlicht.

### Monographische Studien
- Die Chemotherapie der Tuberkulose (1952)
- Morphopathologie der Tuberkulose
- Vertrag über Tuberkulose (1957/58)
- Bronchopulmonäre Tumore (1961)

### Biographische Studien
- Robert Koch und der Tuberkulosebazillus
- René Laënnec
- Victor Babeș

### Akademische Kurse
- Tuberkulose im industriellen Umfeld (1931)
- Tuberkulose im ländlichen Umfeld (1940)
- Phthisiologiekurs (1945)
- Phthisiologiehandbuch (1947)
- Der Kampf gegen Tuberkulose in Rumänien (1958)